# Pelidnota yungasensis
Pelidnota yungasensis är en skalbaggsart som beskrevs av Soula 2009. Pelidnota yungasensis ingår i släktet Pelidnota och familjen Rutelidae. Inga underarter finns listade i Catalogue of Life.